# Monte Lucania
Il Monte Lucania è la terza montagna più alta del Canada, situata nella catena montuosa delle Monti Sant'Elia nello Yukon.
Ha un'altezza di 5.226 metri sul livello del mare, e un lungo crinale la collega al Monte Steele (5073m), la quinta più alta montagna del Canada. Il nome deriva dalla regione italiana della Basilicata e gli fu dato dal Duca degli Abruzzi.
La prima salita del Monte Lucania venne effettuata nel 1937 da Bradford Washburn e Robert Hicks Bates. Usarono un aereo per raggiungere il ghiacciaio Walsh a 2.670 m sopra il livello del mare. La seconda salita del Lucania si svolse nel 1967 da un team guidato da Gerry Roach.

## Note

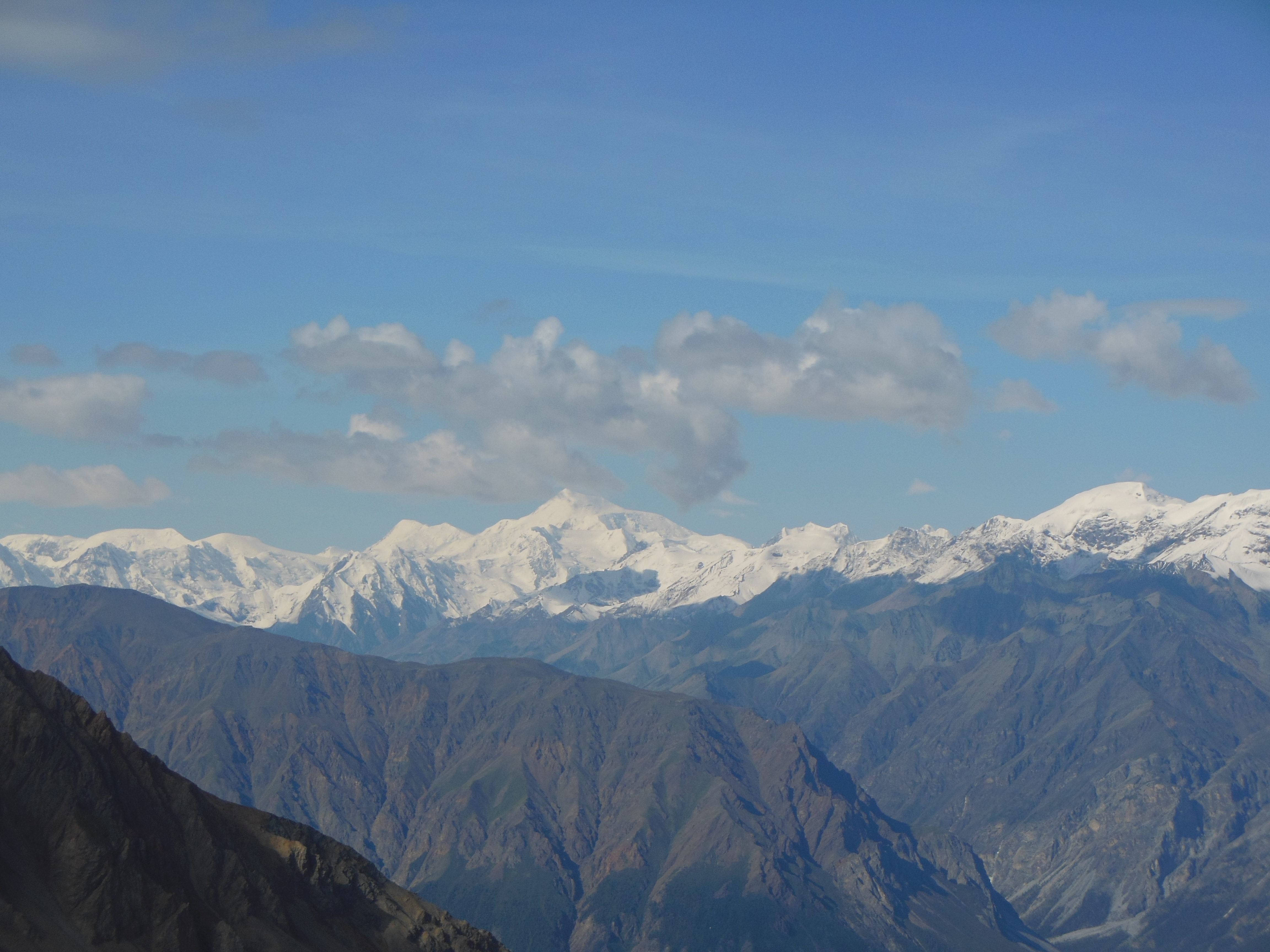

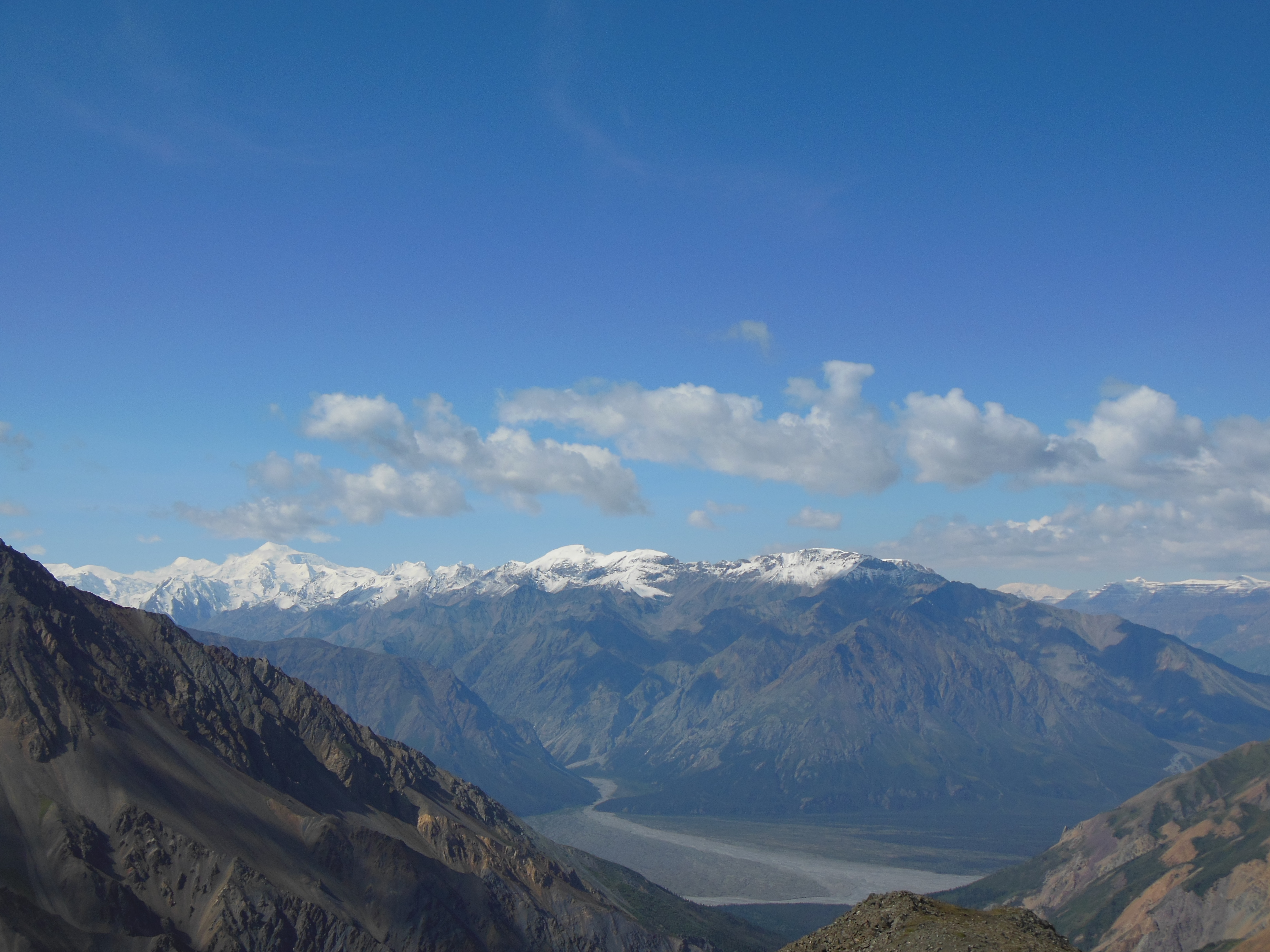